# Rudolf Chalupa
Rudolf Chalupa (24. dubna 1875 Kukleny – 25. února 1951) byl československý politik a meziválečný poslanec Národního shromáždění za Československou sociálně demokratickou stranu dělnickou.

## Biografie
Narodil se v kovářské rodině v Kuklenách. Mládí prožil v chudých poměrech. V letech 1887–1894 studoval na gymnáziu v Hradci Králové.
Politicky aktivní byl již za Rakouska-Uherska. Ve volbách do Říšské rady roku 1911 kandidoval za sociální demokracii do celostátního parlamentu, Říšské rady v městském volebním okrsku Čechy 24, Hradec Králové, Třebechovice, Opočno atd. Dostal se do užší volby (2. kolo hlasování), ale v ní ho porazil mladočech Bohuslav Franta. Chalupa je tehdy uváděn jako berní oficiál v Hradci Králové.
Ve parlamentních volbách v roce 1920 získal poslanecké křeslo v Národním shromáždění. Mandát obhájil i v parlamentních volbách v roce 1925, parlamentních volbách v roce 1929 a parlamentních volbách v roce 1935. Poslanecký post si oficiálně podržel do zrušení parlamentu v březnu 1939, přičemž krátce předtím, v prosinci 1938, ještě přestoupil do nově zřízené Národní strany práce.
V roce 1924 byl přijat za člena Syndikátu denního tisku československého. Uvádí se tehdy jako příslušník redakce listu Právo lidu v Praze. Roku 1925 noviny informovaly o oslavách jeho 50. narozenin. Uvádí se tehdy coby člen tiskového odboru prezídia ministerské rady. Profesí byl i v polovině 30. let úředníkem prezídia ministerské rady. Podle údajů z roku 1935 bydlel v Kuklenách. Působil i jako překladatel.